# Березівка (аеродром)
Березівка або Печора — колишній військовий аеродром ППО СРСР. Розташований між річками Кожва і Іджид-Кам'янка за 27 км на захід від міста Печора. Поруч знаходиться військове містечко Березівка-1. До 1998 року тут дислокувався авіаційний полк літаків ДРЛО типу А-50 з частинами забезпечення. Раніше аеродром використовувався як оперативний та запасний для авіації ППО.

## Історія
Аеродром Печора (Березівка) також відомий як «Об'єкт І-850» — запасний аеродром авіації ППО СРСР. На початку 1970-х років на аеродромі було побудовано ЗПС з бетонним покриттям. Починаючи з середини 1980-х років було проведено реконструкцію та розпочато будівництво житлового містечка — зведено три п'ятиповерхові будинки та дев'ятиповерхову будівлю готельного типу. 
У 1989 році на аеродромі було сформовано 144-й окремий авіаційний полк ДРЛОіУ (в/ч 89449), у складі 20 літаків А-50. Це був єдиний на той час на весь СРСР полк, на озброєнні якого були ці літаки. Полк був передислокований на аеродром Іваново-Північний в 1998 році, на аеродромі Березівка залишалася для підтримки працездатності авіаційна комендатура та аеродром періодично приймав повітряні судна (переважно вертольоти). Станом на 2021 аеродром був покинутий, житлові будинки частково заселені.